# Hildegard Feldmann
Hildegard Feldmann (* 4. April 1936 in Näfels; † 9. September 1990 in El Sande, Kolumbien) war eine Schweizer Krankenschwester und katholische Laien-Missionarin, die in Indien und Kolumbien aktiv war.

## Leben
Hildegard Feldmann wuchs in Näfels als Tochter des Schuhmachers Fridolin Feldmann und der Maria Luise geborene Amrhein auf. Schon als Jugendliche erklärte sie die Mission zu ihrem beruflichen Ziel. Nach dem Besuch der Sekundarschule liess sie sich 1956–1959 am Kantonsspital Luzern zur Krankenschwester und 1961–1962 am Kantonsspital Zürich zur Hebamme ausbilden. 1961 trat sie der Gemeinschaft der Laienmissionarinnen Freiburg bei. Ab 1963 arbeitete Feldmann, die unverheiratet und ohne Nachkommenschaft blieb, auf der Missionsstation Barwani im indischen Bundesstaat Madhya Pradesh. Später führte sie die örtliche Apotheke in der nahe gelegenen Gemeinde Chiklya. Sie besuchte die Bevölkerung regelmässig in den 14 teils abgelegenen Weilern, behandelte leichtere Verletzungen und Krankheiten, führte Impfkampagnen durch und wirkte insbesondere auch in der Säuglingspflege. 1982 war sie in Bangladesch stationiert.
1983 wurde sie nach Kolumbien versetzt. Hier widmete sie sich ähnlichen Aufgaben wie in Indien, doch erschwerte der Bürgerkrieg zwischen der Regierung und den Farc-Rebellen (Fuerzas Armadas Revolucionarias de Colombia) neben den politischen und sozialen Missständen wie Korruption, dem mangelhaften staatlichen Gesundheitswesen, Drogen, Alkoholismus sowie einer hohen Kindersterblichkeit ihre Arbeit. Zunächst in Bocas de Satinga nahe der Pazifikküste tätig, begab sie sich im April 1990 nach El Sande, einem Weiler im Landesinneren, wo sie die Landarbeiter und Landarbeiterinnen sowie deren Familien medizinisch betreute. Dort wurden Hildegard Feldmann sowie drei weitere Zivilisten am 9. September desselben Jahres von Regierungstruppen erschossen.
In einer ersten Erklärung sprach Kolumbiens Regierung vom Tod von vier Rebellen, später wurde Feldmanns Ermordung als bedauerlicher Unfall deklariert. Der Fall löste in der Schweiz Bestürzung aus. Die Gemeinschaft der Laienmissionarinnen, die Menschenrechtsorganisation Arbeitsgruppe Schweiz-Kolumbien und die Schweizer Bischofskonferenz verlangten vom Bundesrat, bei der kolumbianischen Regierung auf die Aufklärung der Tatumstände sowie auf eine Bestrafung der Verantwortlichen zu drängen. Ein kolumbianisches Militärgericht und der Generalstaatsanwalt verneinten eine Strafbarkeit, obwohl eine parallele zivilgerichtliche Untersuchung von Mord ausging. Wahrscheinlich als Reaktion auf den Druck der Inter-American Commission on Human Rights ordnete die kolumbianische Generalstaatsanwaltschaft 1995 die Entlassung der beiden verantwortlichen Offiziere aus dem Militärdienst an, die aber vermutlich nicht vollzogen wurde. 2013 nahm das Oberste Gericht den Fall wieder auf und kritisierte das Urteil des Militärgerichts von 1991, das den von der zivilen Untersuchung erbrachten Beweisen widerspräche. Die Gründe für diese Neubeurteilung sind ebenso wenig bekannt wie deren Konsequenzen.

## Archive
- Privatsammlung Andrea Spruzina, Avry-Sur-Matran.
- Schweizerisches Sozialarchiv, Zürich, Amnesty International Schweizer Sektion, Handakten Marta Fotsch, Relief – Kolumbien: Dossier Hildegard Feldmann, getötet 1990 in Kolumbien (1990–1995).
- University of Minnesota, Minneapolis, Human Rights Library, Hildegard María Feldman v. Colombia, Case 11.010, Report No. 15/95, Inter-Am.C.H.R., OEA/Ser.L/V/II.91 Doc. 7 at 57 (1996).